# Porca società
Porca società è un film italiano del 1978 diretto da Luigi Russo.

## Trama
Il giovane meccanico Paolo inizia a occuparsi di problemi politico-sindacali e conosce la femminista Michela, da tempo separata dal marito Renato del quale poi diviene amico; Paolo trascura il lavoro e viene licenziato. Prendendo parte poi a una manifestazione, Paolo viene colpito e muore.